# Bell-sármány
A Bell-sármány (Artemisiospiza belli) a madarak osztályának verébalakúak (Passeriformes) rendjébe és a verébsármányfélék (Passerellidae) családjába tartozó faj. Egyes szervezetek a sármányfélék (Emberizidae) családjába sorolják.

## Rendszerezése
A fajt John Cassin amerikai ornitológus írta le 1850-ben, az Emberiza nembe Emberiza belli néven. Tudományos és magyar nevét John Graham Bell amerikai ornitológus tiszteletére  kapta.

## Alfajai
- Artemisiospiza belli belli (Cassin, 1850)
- Artemisiospiza belli canescens (Grinnell, 1905)
- Artemisiospiza belli cinerea (C. H. Townsend, 1890)
- Artemisiospiza belli clementeae (Ridgway, 1898)[2]

## Előfordulása
Az Amerikai Egyesült Államok nyugati részén fészkel, telelni délebbre vonul, eljut Mexikó északi részéig. A természetes élőhelye szubtrópusi és trópusi száraz cserjések és vidéki kertek. 

## Megjelenése
Testhossza 13,7-15,7 centiméter, testtömege 12,7-16,8 gramm.

## Életmódja
Költési szezonban rovarokkal, pókokkal, magvakkal, apró gyümölcsökkel és egyéb növényi anyagokkal táplálkozik. Ősszel, télen, és kora tavasszal kis magokat, növényeket, rovarokat fogyaszt (Martin és Carlson 1998).

## Természetvédelmi helyzete
Az elterjedési területe nagy, egyedszáma ismeretlen. A Természetvédelmi Világszövetség Vörös listáján nem fenyegetett fajként szerepel.